# دائرة جيريمي
جيريمي (باللغة الكريولية الهايتية: Jeremi) هي إحدى الدوائر الثلاث في إدارة أنس الكبرى في هايتي، يبلغ عدد سكانها 170408 نسمة. رمزها البريدي يبدأ مع عدد +71.